# Eunice Gayson
Eunice Gayson, nacida Eunice Sargaison, (Croydon, 17 de marzo de 1928-8 de junio de 2018) fue una actriz inglesa conocida fundamentalmente por interpretar a Sylvia Trench, la novia de James Bond en las dos primeras películas de Bond (Dr. No y Desde Rusia con amor). Originalmente, Gayson fue elegida para interpretar a Miss Moneypenny, pero finalmente el papel fue para Lois Maxwell.

## Biografía
Gayson y su hermana gemela Patricia nacieron en 1928 en Croydon hijas de un funcionario. La familia se mudó a Glasgow y luego a Edimburgo, donde ella estudió canto operístico. Durante varios años interpretó el papel de Frau Schrader en la producción teatral de Londres de Sonrisas y Lágrimas en el Palace Theatre, cantando dos canciones que fueron cortadas de la versión cinematográfica.
Gayson originalmente iba a ser una habitual en la serie de películas Bond, pero su personaje fue finalmente eliminado. La voz de Gayson en Dr. No y Desde Rusia con amor fue doblada por la actriz de voz Nikki der van Zyl, como eran las voces de casi todas las actrices que aparecían en las primeras películas de Bond, aunque la voz real de Gayson todavía puede oírse en tráileres originales de Dr. No.
Como la primera mujer en verse en Dr. No junto a James Bond (Sean Connery), fue oficialmente la primera actriz en interpretar a una chica Bond.
Gayson también interpretó un importante papel en la película de horror de Hammer Productions The Revenge of Frankenstein y fue vista en series de TV como El Santo y Los Vengadores.
Se casó con el escritor Leigh Vance en 1953, matrimonio que apareció en la serie de televisión estadounidense Bride and Groom. Se divorciaron en 1959 y Gayson se casó en 1968 con el también actor de cine y teatro Brian Jackson. Se divorciaron diez años más tarde, y tuvieron una hija, Kate. Décadas más tarde, la hija de Gayson apareció en una escena en un casino en la película Bond de 1995 GoldenEye.